# Depresiunea Vad-Borod
Depresiunea Vad-Borod (în maghiară:Báródság) se află în partea de nord-vest a Munților Apuseni, de-a lungul cursului superior al râului Crișul Repede.
Peștera Vântului, Peștera Vadu-Crișului, Barajul Valea Draganului și Barajul Leșu se află în această zonă foarte bine populată.
Cea mai importantă localitate este Vadu Crișului. Rămășițele unei foste vămi a sării și vechile cariere de piatră de var sunt încă vizibile în partea de est a localității chiar lângă Crișul Repede.